# ウンポーコ
ウンポーコ（10月14日 - ）は、日本の漫画家。
ギャグ漫画でデビューし、現在はおねショタ作品を中心に創作活動を行っている。

## 略歴
- 2016年 「そろ番長」で第85回赤塚賞佳作を受賞[要出典]。
- 2017年 「ひみこもり」で『ジャンプSQ.CROWN 2017 SPRING』に掲載[2]されデビュー[要出典]。
- 2017年～2020年 『ジャンプSQ.CROWN』『ジャンプSQ.RISE』にて複数の読み切りを発表。[独自研究?]
- 2022年 SNS上で発表した作品を収録した単行本「想いが重い通信教育」をKADOKAWAより刊行[3][4]。
- 2022年「わがまま石油王子をわからせたい」をX(旧Twitter)で発表[5]し、翌年『ノベルピア』で連載を開始[6]。

## 作品リスト

### 連載
- ぷろろ〜プロ中のプロたち（『笑うメディアクレイジー』[7]）
- わがまま石油王子をわからせたい（『ノベルピア』[6]）

### 読み切り
- ひみこもり（『ジャンプSQ.CROWN』2017 SPRING[2]）
- 食い逃げ侍（『ジャンプSQ.CROWN』2017 SUMMER[8]）
- 神の塩対応に恋してる（『ジャンプSQ.RISE』2019 WINTER[9]）
- 小山さんは気が小さい（『ジャンプSQ.RISE 2019』SPRING[10]）
- クラスメイトのおかさん（『ジャンプSQ.RISE』2019 SUMMER[11]）
- 敬虔に情熱を、禁欲に愛を（『ジャンプSQ.RISE』2019 AUTUMN[12]）
- 魔法は30歳になってから（『ジャンプSQ.RISE』2020 WINTER[13]）

### 書籍
- 『想いが重い通信教育』KADOKAWA、〈電撃コミックスEX〉2022年[3]

### その他
- 「八尺様」の抱擁（『月刊ムー』2022年2月号）記事内作品掲載[14]